# チェコスロバキア国鉄411.9形電車
チェコスロバキア国鉄411.9形電車（チェコ語:Elektrický vůz řady 411.9, スロバキア語:Elektrický vozeň radu 411.9 旧形式:EMU46.1）は、チェコスロバキア国鉄（ČSD）およびスロバキア国鉄（ŽSR）、鉄道企業体スロバキア（ZSSK）、トレンチーン電気鉄道非営利法人（TREŽ）の狭軌直流電車である。本項では同型の911.9形制御客車についても述べる。

## 概要
チェコスロバキア国鉄が西部スロバキアの国鉄トレンチーン電気鉄道（Trenčianska Elektrická Železnica, TREŽ）向けに1951年新製した電動客車で、タトラ・ストゥデーンカ車両でM46.0形電動客車として3両（M46.001 - 46.003、のちEMU46.0形 EMU46.001 - 46.003）が製造された。1954年には同型のCalm/u形付随客車（Calm/u500 - 502、のちBalm/u形 Balm/u649 - 651）がチェスカー・リーパ車両で製造された。
1993年のチェコスロバキア連邦制解消でスロバキア国鉄（ŽSR）に移管。のち2002年の国鉄分社化で鉄道企業体（旧ZSSK）に移管され、2005年以降は全車両を鉄道企業体スロバキア（ZSSK）が保有。レオポルドウ機関区（RD Leopoldov）所属で、トレンチアンスカ・テプラー車庫（VP Trenčianska Teplá）に配置されていた。
2011年のZSSK運行休止に伴いZSSKはトレンチアンスカ・テプラー車庫と411.9形3両をトレンチアンスカ・テプラー村に、911.9形2両は国内の2森林鉄道に売却した。411.9形3両は現在、村が設立したトレンチーン電気鉄道非営利法人（Trenčianska elektrická železnica, n.o.）が保有している。

### 歴史
M46.0形電動客車は新製当初、前面3枚窓の両運転台車で、路面電車の構造を採用し、制動装置は手動ブレーキのほか電気・空気ブレーキを装備。760mm軌間用の動力車としてはチェコスロバキアで最後の新製車といわれている。1951年4月30日から同年12月14日までの間に3両がトレンチアンスカ・テプラー機関区（RD Trenčianska Teplá、現トレンチアンスカ・テプラー車庫）に配属され、1954年増備のCalm/u形付随客車とともに運用された。

#### 近代化更新
EMU46.001は1973年、トレンチアンスカ・テプラー村市街地の一級道路61号線との平面交差でトラックと衝突事故を起こし、廃車された。残る2両も老朽化で故障が相次いだことから、1984年から1988年にかけてオストラヴァ輸送企業体（DP Ostrava）とウルートキ機関区（RD Vrútky）で近代化更新工事を施工し、EMU46.1形に改番した。
客室はタトラT3形路面電車に準じた一体窓と座席に交換したほか、架線電圧降圧に合わせ電装機器を600V対応に改め、制動装置はDK-P空気ブレーキとDAKO-BSE電気ブレーキに交換。前面窓を1枚窓とし前照灯などの配置も変更した。さらにEMU46.001の電装部品を転用して付随客車1両も同様の近代化工事と電装工事を行って電動客車化し、EMU46.1形に編入した。
1988年のチェコスロバキア国鉄大改番でEMU46.1形は411.9形、Balm/u形は911.9形に改番した。1990年度にはウルートキ機関区で付随客車のまま残った911.9形2両の近代化更新工事が行われ、この際折り返し運転の合理化のため、片側に運転台を新設し制御客車に改造されたが、形式番号は変わっていない。

#### スロバキア国鉄移管後
スロバキア国鉄移管後の1994年から全車両の塗色を白・青に変更し、運転台部分の屋根上には道路との平面交差での事故防止のため黄色の点滅灯を設置した。411.901は2004年12月24日、トレンチアンスケ・テプリツェ鉄道駅構内で、電気ショートによる火災を起こしてトレンチアンスカ・テプラー側の運転台付近を焼損し、2005年に復旧工事が行われた。2007年には各車両にスロバキア語、ドイツ語、英語の3カ国語による自動車内放送装置が設置された。911.901は、2008年4月29日からジリナ県の保存森林鉄道、オラヴァ森林鉄道（Oravská lesná železnica）に無期限リースされた。
3両の411.9形には現在、「ヤンカ」（Janka, 411.901）、「デリモンカ」（Delimonka, 411.902）、「フィラデルフィア」（Philadelphia, 411.903）の愛称が付けられている。2009年に開業100周年を記念し、411.901と411.902の2両を1951年新製時の塗色に、翌2010年には開業101周年記念として411.903を近代化更新後の旧塗色にそれぞれ変更した。さらに411.901は2009年11月から地元トレンチアンスケ・テプリツェ市に本社を置くポヴァジュスキー製糖株式会社（Považský cukor, a.s.）の広告塗装車となった。
2011年の鉄道企業体スロバキア運行撤退に伴い、411.9形3両はトレンチアンスカ・テプラー村に、911.901はリース先のオラヴァ森林鉄道に、911.902はバンスカー・ビストリツァ県の保存森林鉄道、チエルノフロン鉄道（Čiernohronská železnica）にそれぞれ売却された。

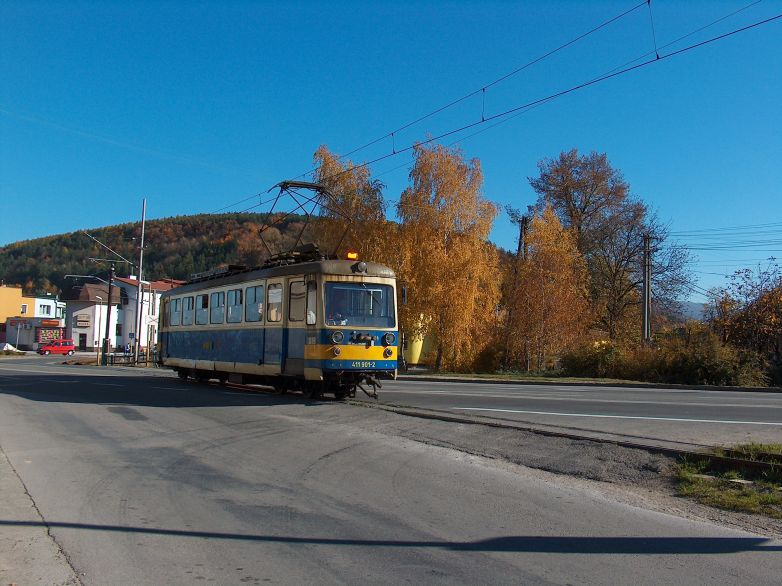
一級国道61号線との平面交差を通過する411.9形。黄色の点滅灯を点灯している
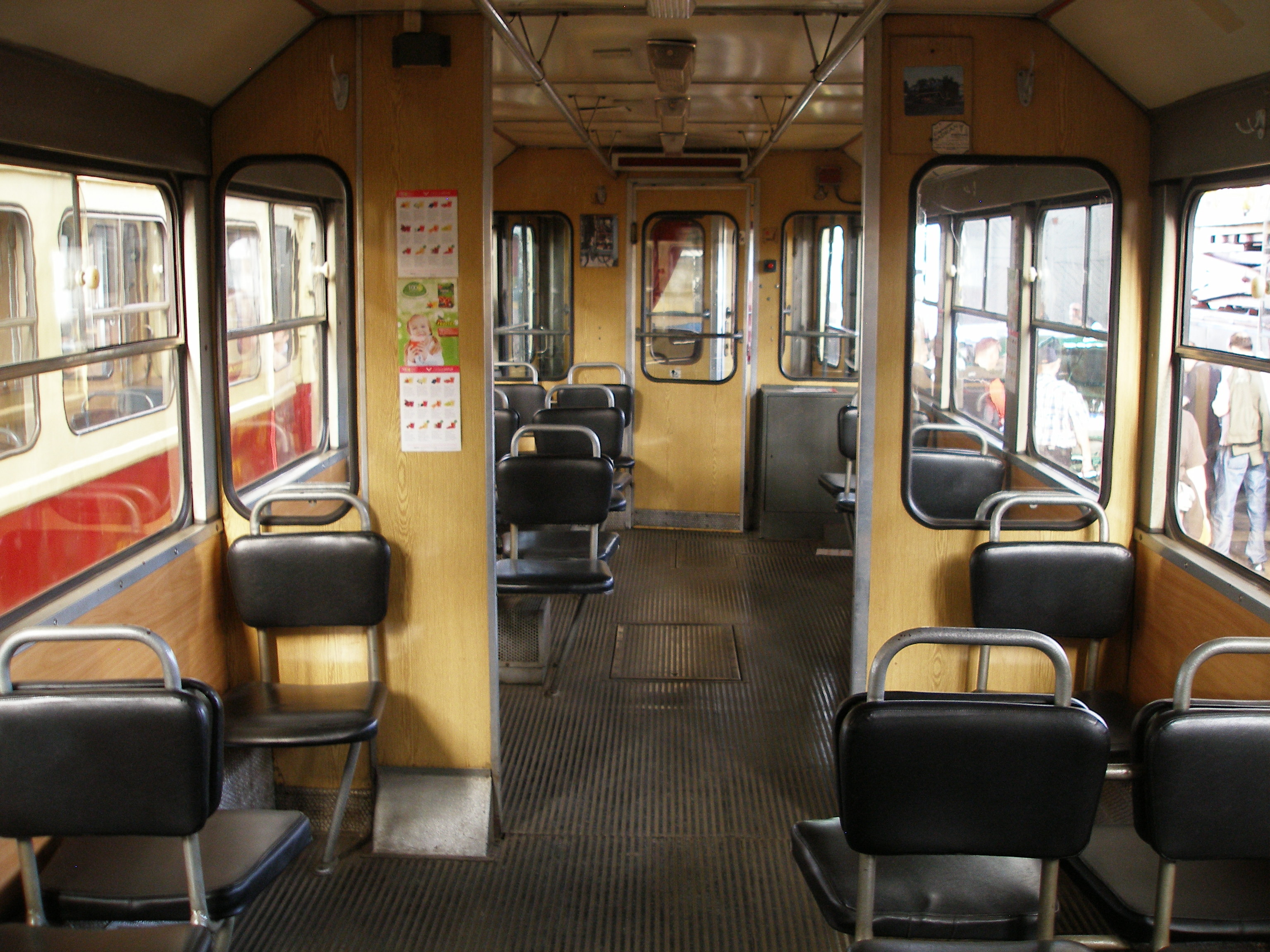
411.9形の車内
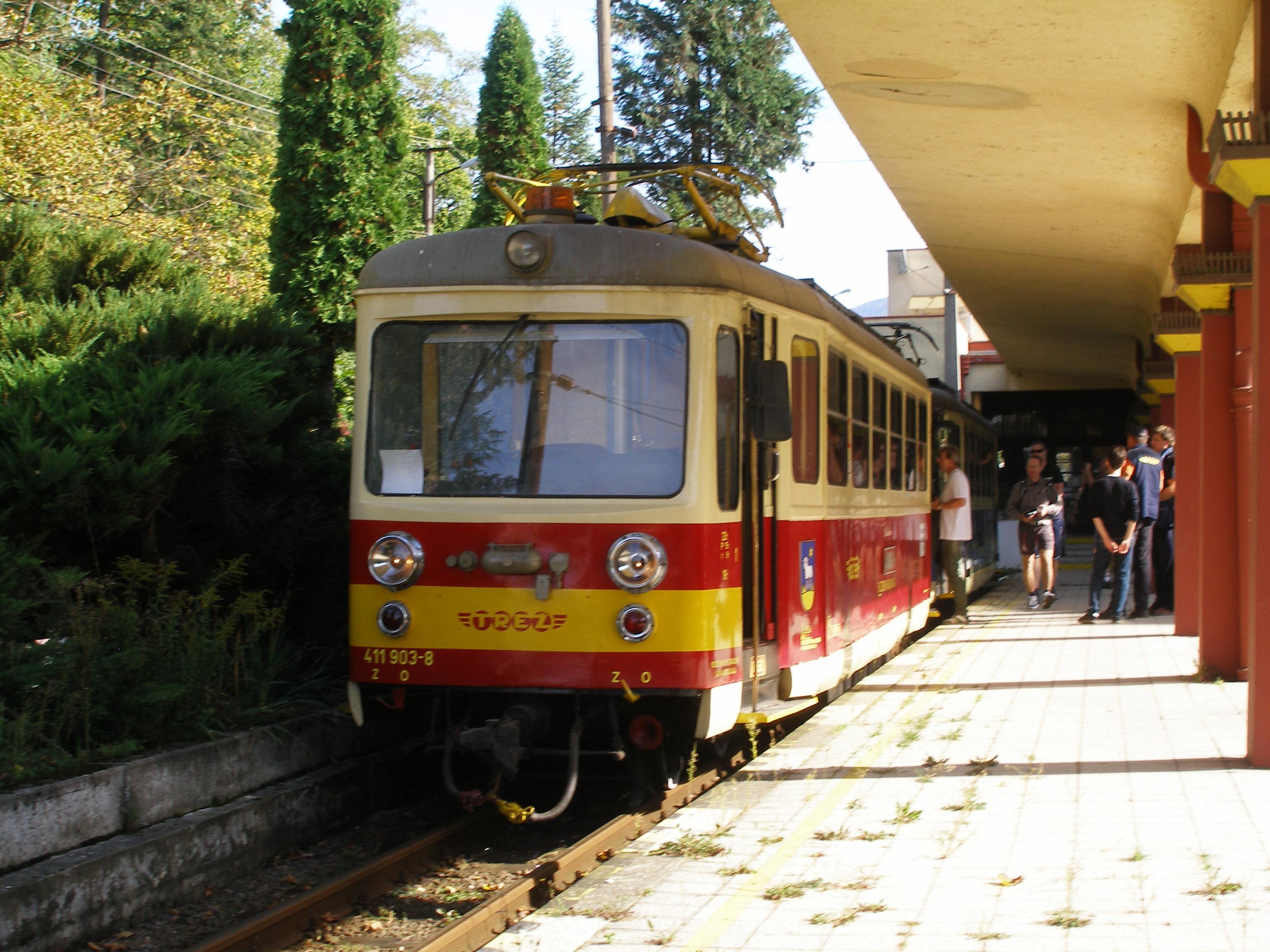
2010年の路線開業101周年記念で旧塗装になった411.903（2012年）
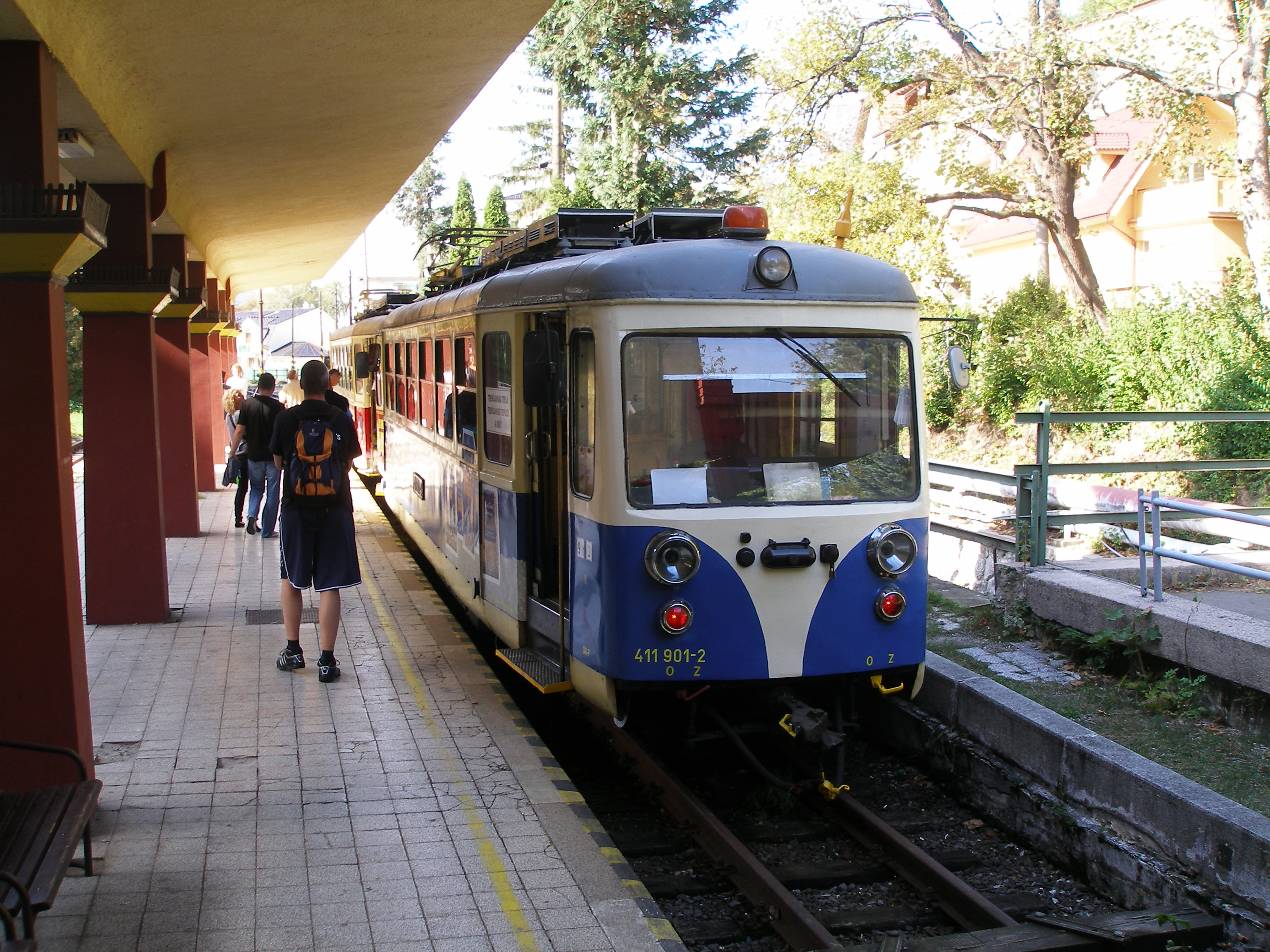
ポヴァジュスキー製糖の広告塗装になった411.901（2012年）

## 改番表
| 新製時番号 | 形式変更   | 近代化更新                    | 1988年改番 |
| ---------- | ---------- | ----------------------------- | ---------- |
| M 46.001   | EMU 46.001 | （1973年廃車）                | -          |
| M 46.002   | EMU 46.002 | EMU 46.1002（1988年更新）     | 411.902    |
| M 46.003   | EMU 46.003 | EMU 46.1001（1984年更新）     | 411.901    |
| Calm/u 500 | Balm/u 649 | EMU 46.1003（1987年電動車化） | 411.903    |
| Calm/u 501 | Balm/u 650 | -                             | 911.901    |
| Calm/u 502 | Balm/u 651 | -                             | 911.902    |